# Kalifornische Chia
Kalifornische Chia (Salvia columbariae) ist eine im südwestlichen Nordamerika vorkommende Pflanzenart der Gattung Salbei (Salvia) innerhalb der Familie der Lippenblütler (Lamiaceae).
Sie galt als ein wichtiges Nahrungsmittel der nordamerikanischen Ureinwohner.

## Name
Das Wort Chia ist aus der Nahuatl-Sprache abgeleitet, wobei das dortige Wort chian so viel wie ölig bedeutet. Das Wort Chia wird dementsprechend auch für andere Arten gebraucht, so zum Beispiel Mexikanische Chia (Salvia hispanica). Im englischsprachigen Raum ist die Kalifornische Chia auch unter den Namen chia sage (dt. Chia-Salbei), golden chia (dt. Goldene Chia bzw. Gold-Chia) oder desert chia (dt. Wüsten-Chia) bekannt. Oftmals wird sie in ihrer Heimat, wie auch ihre Schwester, die Mexikanische Chia, einfach nur Chia genannt. In der Sprache der nordamerikanischen Ureinwohner ist die Pflanze ebenfalls unter diversen Namen bekannt, dabei unter anderem als pashí (Tongva) oder it'epeš (Ventureño, einer Gruppe der Chumash).

## Beschreibung

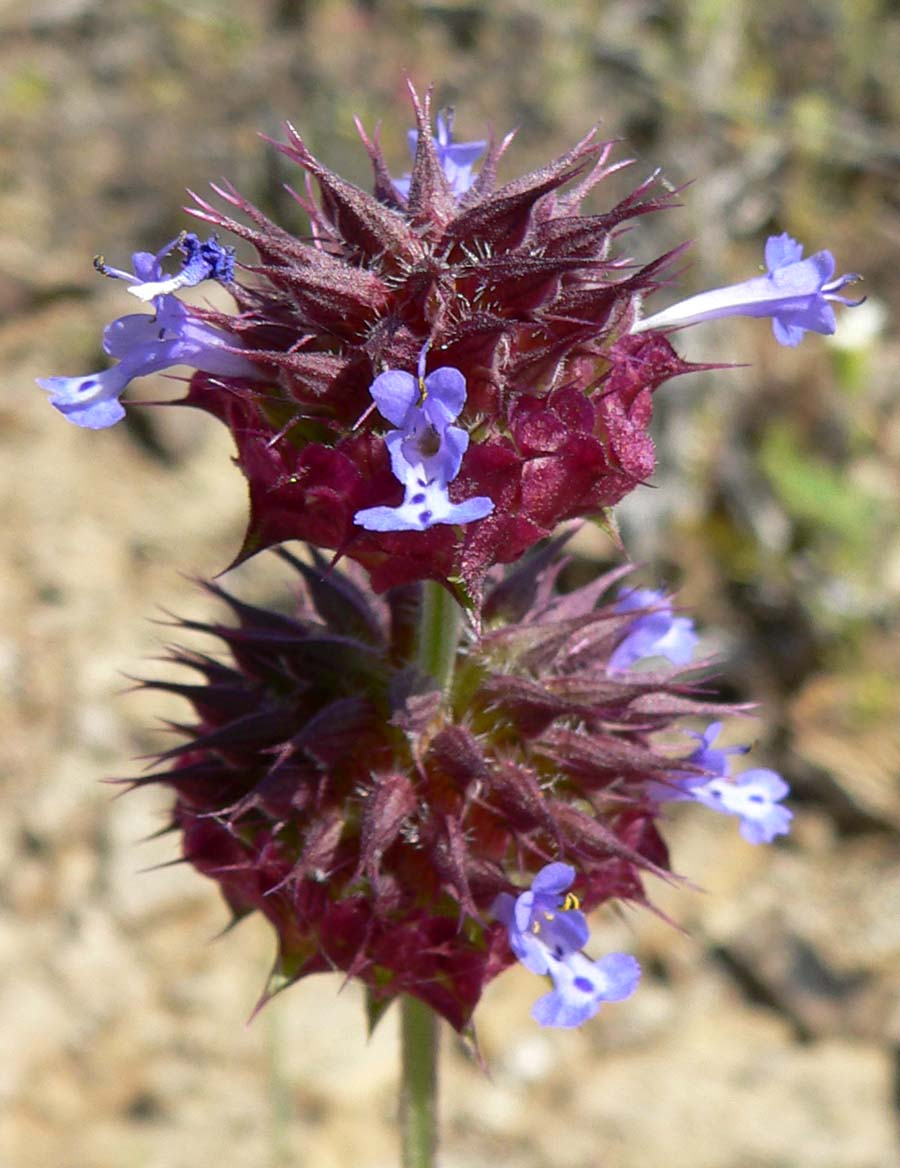
Blüten von Salvia columbariae

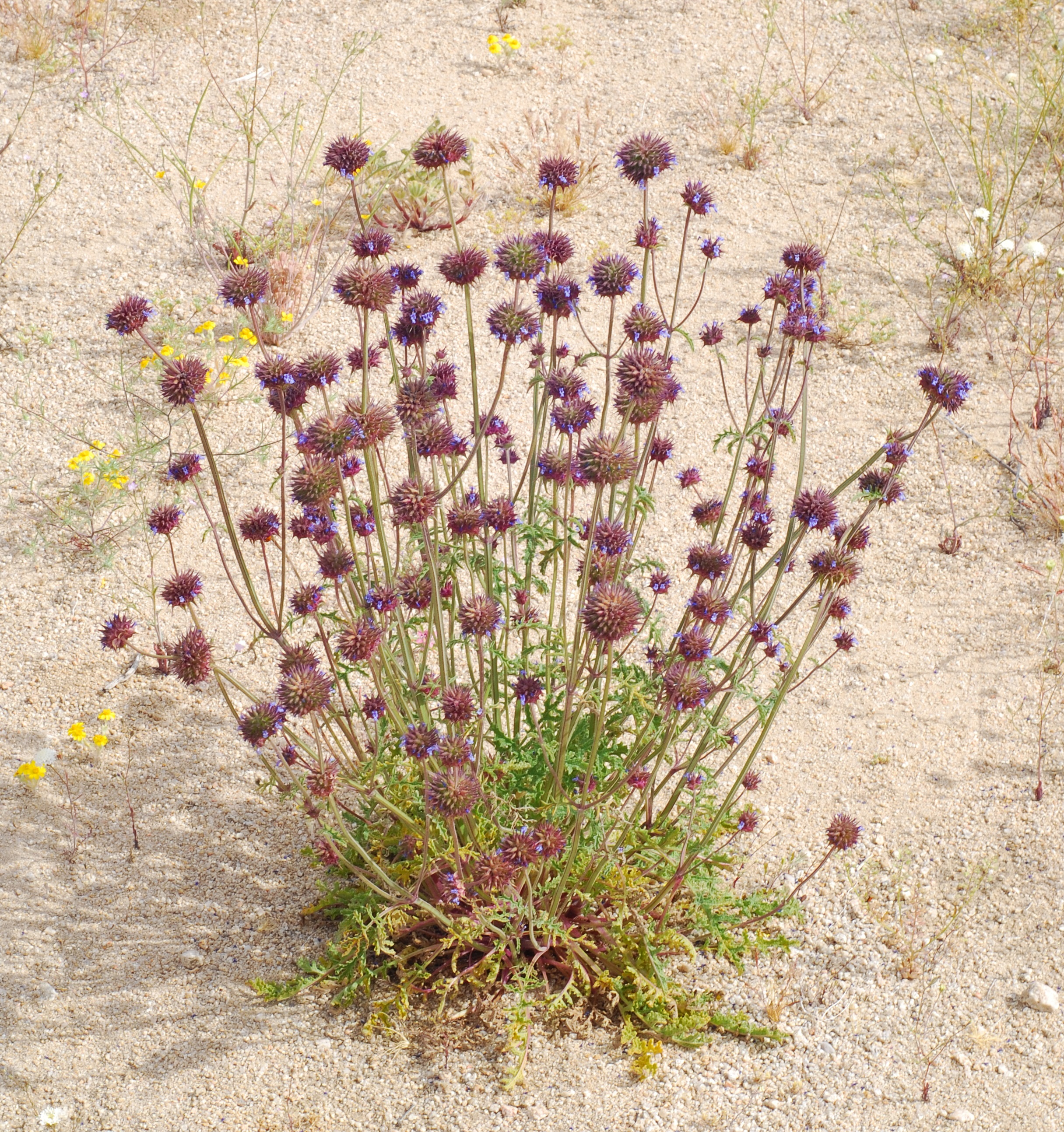
Kalifornische Chia als Wildwuchs im Joshua-Tree-Nationalpark

Die Kalifornische Chia ist eine nicht ausdauernde, einjährige krautige Pflanze. In der Wuchshöhe ist sie vielgestaltig, neben nur 3 bis 4 Zentimeter hohen Zwergformen an trockenen Standorten, kommen an besseren Standorten Exemplare von 30 bis 50 Zentimeter vor, selten auch höher. Die Pflanze besitzt eine Pfahlwurzel und einen unverzweigten oder sporadisch verzweigten Stängel. Die Stängel entspringen einzeln oder zu mehreren verzweigt an der Basis.  Die vierkantigen Stängel sind hellgrün, gelegentlich rötlich überlaufenen oder mit rot gefärbten Kanten. Sie besitzen zwei flache und zwei konvex gewölbte Seiten, sie erreichen etwa 7 Millimeter Durchmesser. Die Stängelbehaarung ist rückwärtsgewandt, kurz und dicht (strigulose), gelegentlich mit eingestreuten längeren Haaren.
Die einfachen, dicklichen, runzelig-, noppigen, fahlgrünen bis grünen, eiförmig- bis schmaleiförmigen Laubblätter, sind ein- oder zweifach fiederschnittig (pinnatisect, bipinnat), gelegentlich fiederteilig und ohne Nebenblätter. Der Rand der Blattabschnitte ist gekerbt und oft gewellt, die Spitze (Apex) ist abgerundet. Die Blätter sind oberseits aschgrau, kurz und filzig behaart, die Unterseite trägt Drüsenhaare und ist entlang der Blattadern gröber und länger behaart. Die Blätter sind typisch für Lippenblütler kreuzweise gegenständig. Die Grundblätter erreichen 25 bis 110 Millimeter Länge, mit bis zu 50 Millimeter langen, auf der Oberseite flachen, gefurchten, oft rötlich-violetten Blattstielen. Sie sind hauptsächlich grundständig und unten am Stängel (basal, subbasal) angeordnet. Der schaftähnliche (scapose) Stängel ist wenig beblättert, gewöhnlich sind nur noch ein oder zwei Blattpaare vorhanden, die immer viel kleiner als die Grundblätter sind.
In den Stängeln und konvexen Verzweigungen stehen endständig und bis zu drei weitere, entfernte Scheinquirle, sie erreichen etwa 8 bis 20 Millimeter im Durchmesser. Die Blütenstandsstiele sind bis ca. 17 Zentimeter lang und Stängelgleich. Die Blüten sitzen in den Achseln von sich überlappenden, grünen bis dunkelvioletten, fein behaarten, bis 7 Millimeter langen, fast sitzenden (subsessile) Tragblättern. Diese sind breiteiförmig bis eilanzettlich, teils bootförmig (cymbiform) und mit auslaufender, stachelartiger, bis 2 Millimeter langen Spitze. Die Einzelblüten sind sehr kurz gestielt oder sitzend.
Der Blütenkelch ist vieleckig, zweilippig, purpurrot bis grün gefärbt, er ist kurz behaart; teils mit steifen, längeren Härchen und mit kugeligen Drüsen besetzt. Die Kelchröhre ist 5 bis 6 Millimeter lang. Die obere, ungelappte Lippe ist helmartig gewölbt an der Spitze trägt sie zwei stachlige Spitzen (selten einen rudimentären dritten). Der untere ist zu zwei kleinen, freien, spitzigen Lappen reduziert.
Die röhrenförmigen, zygomorphen, verwachsenkronblättrigen, zweilippigen Blüten sind zweigeschlechtlich. Die Farbvarianten der Blütenkrone reichen von blassblau, über violettblau bis purpur, sowie weiß, wobei die Kronröhre bei den farbigen Blüten immer heller oder weißlich gefärbt ist. Die etwa 7 bis 8 Millimeter lange Kronröhre ist glatt. Die zweilappige Oberlippe erreicht etwa 3 Millimeter Länge, die Unterlippe ist dreilappig, mit seitlich zwei kleinen Lappen. Die mittlere, große, meist zweiflüglige und ausladende Unterlippe ist etwa doppelt so lang wie die Oberlippen. Typischerweise tragen die farbigen Blüten, oberseits der großen Unterlippe, einen weißlichen Fleck mit dunkelvioletten Punkten. Der Fruchtknoten ist oberständig, mit einem ausladenden, ungleich verzweigten Griffel. Die Staubfäden sind dicht unterhalb der Mündung der Blütenröhre mit dieser verwachsen. Wie typisch für die Gattung Salvia, sind nur zwei Staubblätter fertil, die oberen beiden sind steril und zu Rudimenten verkümmert, die unteren sind vorgestreckt. Die Antheren bestehen aus zwei Beuteln, die durch das lange, fadenartige Konnektiv voneinander getrennt sind.
Die Blütezeit ist im Frühjahr in den Monaten März bis Juni.

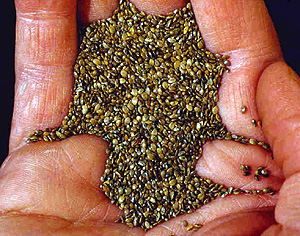
Samen der kalifornischen Chia

Es werden 4-teilige Klausenfrüchte gebildet, wenn sie reif sind, teilen sie sich in sehr kleine (durchschnittlich etwa 2 Millimeter lang und 1,25 Millimeter breit), glatte, glänzende, ovale, abgeflachte Pseudogetreide-Klausen. Diese sind hellbraun bis grau, gesprenkelt und mit rissförmigen Flecken oder Streifen. Die Samen werden etwa einen Monat nach der Blütezeit reif. Sie fallen, wenn reif, leicht aus und konnten wild geerntet werden, in dem die ganze Pflanze über ein Gefäß gehalten und geklopft wurde. Dichte Bestände, zum Beispiel kultivierte Beete, können auch konventionell geerntet und gedroschen werden.
Die Chromosomengrundzahl der Art ist x = 13.

## Standort
Kalifornische Chia ist eine Charakterart für die Region mit Mittelmeerklima, mit Winterregen und subtropischen Temperaturen, an der kalifornischen Pazifikküste Nordamerikas. Die Art ist in Südkalifornien sehr häufig, in den übrigen Regionen ihres Verbreitungsgebiets weniger häufig und auf besondere Standorte beschränkt. Sie wächst in offenen Wäldern, mediterran getöntem Buschland (in Kalifornien Chaparral genannt), und im aus Artemisia californica und verschiedenen Salbei-Arten (engl. sage) aufgebauten küstennahen Strauchland (engl. Coastal sage scrub oder soft chaparral) fast immer in aufgelichteten, offenen Partien, oft nach Bränden. Sie bevorzugt nährstoffarme, trockene, oft sandige Böden und kommt bis in die Randregionen der Sonora- und Mojave-Wüste vor. Für gewöhnlich wächst sie in Höhenlagen unter 1.300 Meter.

## Verbreitung
Sie wächst in den US-Bundesstaaten Kalifornien, Nevada, Arizona, Utah und New Mexico, sowie in den mexikanischen Bundesstaaten Sonora und Baja California. In Kalifornien ist sie zumeist in den Kalifornischen Küstengebirgen und den südlichen Sierras beheimatet und kommt vor allem im südlichen Teil des Bundesstaates vom Übergang der Küste in die Wüste vor.

## Varietäten
Bei der Kalifornischen Chia werden, neben der Nominatform, drei Varietäten unterschieden, die aber nicht von allen Botanikern anerkannt werden:
- Salvia columbariae var. argillacea S.L. Welsh & N.D. Atwood, weißblütig mit grünen Tragblättern, in höheren Lagen ab 1300 bis 1700 Meter. Nur in Washington County und Kane County, Utah.[11]

Umstritten sind:
- Salvia columbariae var. bernardina Jeps. [12]
- Salvia columbariae var. ziegleri Munz, bis in den Sommer oder Frühherbst ausdauernd, Blätter etwas gröber, Blüten kleiner. Nur in den San Jacinto Mountains, Kalifornien.[13][14]

## Gebrauch
Die Art wird normalerweise nicht als Zierpflanze angepflanzt.

### Medizinische Anwendung
Die Cahuilla verwendeten die Salvia columbariae als desinfizierendes Mittel, wobei sie die Samen der Pflanze zu einem Mus zermahlten und es als Arzneipflaster auf infizierte Stellen auftrugen. Die Stämme der Cahuilla, Muwekma Ohlone, Kawaiisu und Mahuna benutzen die gelatineartigen Samen, um Fremdkörper aus den Augen zu bekommen. Sie reinigten sich aus diesem Grund damit die Augen. Dabei wurde die Saat vor dem Schlafengehen in den Augen platziert, um Infektionen und Entzündungen vorzubeugen. Während des Schlafes entfernten die Samen Sandpartikel unter den Augenlidern. Die Ohlone nützten die Samen auch um Fieber zu senken, wobei sie die Samen oral zu sich nahmen. Bei den Diegueño wurden die Samen bei Fußreisen gekaut, um dadurch zusätzliche Kraft zu gewinnen.

### Nahrungsmittel
Die Cahuilla, Kawaiisu, Mohave, Tohono O’Odham und Pima (Akimel O’Odham) mahlten die Samen und vermischten das Mahlgut mit Wasser, wodurch ein dickflüssiges Getränk entstand. Die Cahuillas entfernten die Alkalisalze im Wasser und verbesserten dadurch den Geschmack. Die Stämme Muwekma Ohlone, Mohave und Pomo erzeugten daraus das Mehl Pinole, dem unter anderem auch noch Mais sowie diverse Gräser und Kräuter beigemischt waren. Der Stamm der Diegueño mischte die Samen mit Weizen, um dadurch einen besonderen Geschmack zu bekommen. Weitere Stämme wie die Mahuna, Paiute, Pima und Akimel O’Odham produzierten daraus eine gelatineartige Substanz, die sie dann für Porridge verwendeten. Auch die Völker Luiseño, Tübatulabal und Yavapai nutzten die Pflanze und deren Samen ausgiebig als Nahrungsquelle.

### Baumaterial
Der Stamm der Mahuna machten daraus Fasern und verwendeten diese, um ihre Behausungen zu bespannen bzw. zu überdachen und vor der Witterung zu schützen.

## Taxonomie
Die sehr große Gattung Salvia, mit weltweiter Verbreitung, stellt nach neueren Erkenntnissen eine polyphyletische Zusammenstellung dar und muss taxonomisch revidiert, in verschiedene Gattungen aufgespalten, werden, dies ist aber bisher noch nicht erfolgt. Salvia columbariae gehört in einen monophyletischen, auf Amerika beschränkten Verwandtschaftskreis, der die Untergattungen/Sektionen Calosphace und Audibertia umfasst, dieser wird taxonomisch manchmal als Untergattung Audibertia gefasst. Salvia columbariae gehört nach neueren Erkenntnissen in die Sektion Audibertia. Diese umfasst etwa 20 Arten, die alle in der südwestlichen Küstenregion Nordamerikas mit Mittelmeerklima verbreitet sind. Sie ist deren einzige krautige Art, und Schwestertaxon der anderen, strauchigen, Arten zusammengenommen. Sie weist zahlreiche plesiomorphe Merkmale, wie zum Beispiel die Kelchzähne, auf, und kann daher morphologisch als eine Übergangsform zwischen beiden Sektionen aufgefasst werden.